# Суворова Маргарита Миколаївна
Маргарита Миколаївна Суворова (рос. Маргарита Николаевна Суворова; 4 вересня 1938, село Зура, СРСР — 16 липня 2014, Москва, Росія) — радянська естрадна співачка, педагог і актриса, народна артистка Росії. У 1966 році закінчила Музично-педагогічний інститут імені Гнесіних.